# Cristo del Planto (Santa Cruz de La Palma)
El Santísimo Cristo del Planto es una escultura que representa a Jesús de Nazaret crucificado que se encuentra en la Ermita del Santísimo Cristo del Planto en el municipio de Santa Cruz de La Palma (La Palma, España). 
Es uno de los llamados "Cristos de Maíz", es decir, representaciones de Jesucristo realizados por indígenas de México mediante este material. Está considerado la advocación de Cristo más venerada de la isla de La Palma.

## Características
La imagen está datada en las primeras décadas del siglo XVII y adscrito a los talleres populares de los indios tarascos.
Se trata de una talla hueca que apenas pesa diez kilos, representa a Cristo muerto en la cruz, llagado y cubierto de sangre, con boca y ojos entreabiertos, acorde con la estética expresionista indígena. En las Islas Canarias hay otros Cristos de Maíz como el Cristo de Telde en Gran Canaria, el Cristo de la Misericordia de Garachico y el Señor Difunto de Icod de los Vinos, ambos en la isla de Tenerife y en la propia isla de La Palma además del Cristo del Planto destaca por su calidad artística el Santísimo Cristo de la Salud de Los Llanos de Aridane.

## Historia
La primera vez documentada que se menciona al Cristo del Planto es el año 1659, durante una rogativa en la cual fue bajada la imagen a la Parroquia Matriz del Salvador de Santa Cruz de La Palma con motivo de una plaga de langostas que azotó varias islas. Curiosamente, también ese año el citado Cristo de la Misericordia de Garachico en la isla de Tenerife fue sacado en procesión de rogativas por el mismo motivo.
Posteriormente en 1686, la imagen vuelve a ser nombrada en los documentos que relatan la visita a su ermita del licenciado Juan Pinto de Guisla, el cual manda a que se celebre una misa ese día que visita la Ermita del Planto, debido a que el Cristo no contaba con fiesta propia en ese momento.
La citada Ermita del Cristo del Planto fue construida junto al antiguo calvario, donde concluía el Vía crucis de La Dehesa, extensa campiña pública destinada al pastoreo. La ermita fue construida hacia 1612 a expensas de Águeda Gómez Chinana, religiosa de la orden dominica, con ampliaciones posteriores. Esta ermita estuvo bajo el patronazgo de varias advocaciones marianas previas a la del Cristo del Planto.
El Cristo del Planto fue muy venerado por los marineros, así lo atestiguan los diversos exvotos que, fechados entre 1715 y 1757, decoran las paredes de su ermita, que recuerdan tormentosas travesías entre las Islas Canarias y los puertos americanos de La Guaira, La Habana y Veracruz. El Cristo del Planto es la advocación de Jesucristo más venerada de la isla de La Palma. Históricamente ha sido considerada también como la segunda imagen religiosa más venerada de la isla, tras la Virgen de las Nieves, patrona de La Palma.
La fiesta principal del Cristo del Planto se celebraba cada 14 de septiembre (onomástica de la Exaltación de la Santa Cruz), en esta jornada destacaba la procesión hasta Los Pasitos y los fuegos artificiales. A pesar de esto, dicha tradición se ha perdido, debido entre otras cosas a la dificultad que se presentaba cuando se procedía a sacar el trono del Cristo por la pequeña puerta de la ermita, teniéndose incluso que casi arrastrar por el suelo dicho trono para que la cruz del Cristo no rozase con el arco de la puerta.
Actualmente, el Cristo se encuentra en un retablo de madera de estilo portugués con una hornacina central donde está colocada la imagen y acompañado en dicho retablo por las imágenes de la Virgen de los Dolores, San Juan Evangelista y Santa María Magdalena.